# Bebelis modesta
Bebelis modesta là một loài bọ cánh cứng trong họ Cerambycidae.